# Вашингтон
Вашингтон, Округ Колумбија (енгл. Washington, D.C.), формално Округ Колумбија (енгл. District of Columbia), је главни град и федерални округ Сједињених Америчких Држава. Град се налази на реци Потомак, преко пута Вирџиније, и дели копнене границе са Мерилендом на северу и истоку. Име је добио по Џорџу Вашингтону, првом председнику Сједињених Америчких Држава, док је дистрикт назван по Колумбији, женској персонификацији нације.
Устав САД из 1789. године предвидео је стварање федералног дистрикта под искључивом јурисдикцијом Конгреса САД. Тако Вашингтон, није део ниједне савезне државе, нити је самостална држава. Закон о резиденцији, усвојен 16. јула 1790. године, одобрио је стварање главног града дуж реке Потомак. Град је основан 1791. године, а 6. Конгрес је одржао прву седницу у недовршеној згради Капитола 1800. године, након што је престоница премештена из Филаделфије. Године 1801. Дистрикт Колумбија, који је раније био део Мериленда и Вирџиније и укључивао постојећа насеља Џорџтаун и Александрију, званично је признат као федерални дистрикт; првобитно је Вашингтон био засебно насеље унутар већег округа. Године 1846. Конгрес је смањио величину округа враћањем територије коју је првобитно уступила Вирџинија, укључујући град Александрију. Године 1871. створена је јединствена општина за округ. Од 1880-их било је неколико неуспелих покушаја да се округу додели статус државе; закон о државности прошао је Представнички дом 2021. године, али га није усвојио Сенат. Да би постао закон, морао би бити усвојен у Сенату и потписан од стране председника; предложено је да се град преименује у Вашингтон, Комонвелт Даглас и да се федерални округ смањи на величину Националног трга.
Вашингтон је 1791. године дизајнирао Пјер Шарл Ланфан, а град је подељен на четири квадранта који су центрирани око зграде Капитола и обухватају 131 насеље. Према попису из 2020. године, град је имао 689.545 становника. Путници из предграђа Мериленда и Вирџиније повећавају дневну популацију града на више од милион током радне недеље. Метрополитенска област Вашингтона, која укључује делове Мериленда, Вирџиније и Западне Вирџиније, седма је највећа метрополитенска област у земљи, са популацијом од 6,3 милиона становника у 2023. години. Локално изабрани градоначелник и 13-члано веће управљају дистриктом од 1973. године, иако Конгрес задржава овлашћење да поништи локалне законе. Становници Вашингтона, немају право гласа у Конгресу, али бирају једног делегата без права гласа у Представничком дому. Бирачи у граду такође бирају три председничка електора у складу са Двадесет трећим амандманом, усвојеним 1961. године.
Вашингтон, је јужни крај североисточне мегалополиске зоне. Као седиште федералне владе САД, град је важна светска политичка престоница. У граду се налазе седишта федералне владе, укључујући Белу кућу, Капитол, зграду Врховног суда и више федералних министарстава и агенција. Град је дом многих националних споменика и музеја, који се налазе углавном на или око Националног трга, укључујући Меморијал Џеферсону, Меморијал Линколну и Вашингтонов споменик. Вашингтон је домаћин 177 страних амбасада и седиште Светске банке, Међународног монетарног фонда, Организације америчких држава и других међународних организација. У граду се налазе и многе највеће националне индустријске асоцијације, непрофитне организације и аналитички центри, а К Стрит је познат као центар лобирања. Град је 2022. године имао 20,7 милиона домаћих посетилаца и 1,2 милиона међународних посетилаца, чиме је заузео седмо место међу америчким градовима.

## Историја
Алгонквинско племе Наконтчак насељавало је област око реке Анакостије на месту данашњег Вашингтона када су први Европљани стигли у 17. веку. Међутим, Индијанци су протерани из ове области почетком 18. века. На северној обали реке Потомак подигнуто је насеље Џорџтаун, које је 1751. од Провинције Мериленд добило статус града. Град ће бити укључен у територију нове савезне територије која ће бити основана 40 година касније. Град Александрија у данашњој Вирџинији је такође првобитно био део округа.
Џејмс Медисон је 23. јануара 1788. истакао потребу за постојањем федералног округа, тврдећи да главни град државе мора има другачији статус од савезних држава, у циљу сопствене безбедности и развоја. Напад гомиле огорчених војника на Конгрес у Филаделфији, познат као Пенсилванијска побуна 1783., је нагласио потребу владе да се побрине за сопствену безбедност. Зато је налог за успостављање федералног главног града дату у члану 1, секцији 8 Устава САД, који дозвољава да „округ (не већи десет квадратних миља), уз уступак појединих држава, као и сагласност Конгреса, постане седиште владе Сједињених Америчких Држава“ Међутим, устав није одредио локацију за нови главни град. У ономе што је касније постало познато као Нагодба из 1790., Медисон, Александар Хамилтон и Томас Џеферсон су направили споразум по којој би федерална влада преузела ратни дуг на себе од држава, под условом да се нови главни град се налази на негде јужније.

### Оснивање
Закон о резиденцији донет 16. јула 1790. је одредио да се нови стални главни град налази на реци Потомак, а да тачну локацију одабере председник Џорџ Вашингтон. Као што је одређено Уставом САД, почетни облик федералног округа је био квадрат са страницама дугачким 10 mi (16 km), у укупном износу од 100 sq mi (260 km2). Током 1791-92, Ендју Еликот и неколико помоћника, међу којима је био и Бенџамин Банекер, су одредили границе округа са Мерилендом и Вирџинијом, постављајући гранично камење на раздаљини од једне миље, а многи од тих каменова и даље стоје. Нови „федерални град“ је затим изграђен на северној обали Потомака, источно од већ основаног насеља Џорџтауну. Дана 9. септембра 1791. град је добио име по Џорџу Вашингтону, а округ је назван територија Колумбија, пошто је Колумбија било поетско име Сједињених Америчких Држава у то време. Амерички конгрес је одржало прву седницу у Вашингтону 17. новембра 1800.
Органски закон из 1801. је званично организовао Округ Колумбију и ставио целу федералну територију, укључујући и градове у Вашингтон, Џорџтаун и Александрију под искључиву контролу Конгреса. Даље, ванурбана територија у округу била је организована у два округа: округ Вашингтон источно од Потомака и округ Александрију западно. Након овог закона, житељи округа се више нису сматрали становницима Мериленда и Вирџиније, чиме је окончана њихова заступљеност у Конгресу.

### Назадовање и Амерички грађански рат
Дана 24. и 25. августа 1814. у нападу познатом као спаљивање Вашингтона, британске снаге су напале главни град током Рата 1812, после пљачкања и паљења Јорка, (данашњег Торонта). Капитол, Трезор и Бела кућа су спаљени током напада. Већина владиних зграда је брзо поправљена, али Капитол, која је у то време био увелико у изградњи, није завршен до 1868.
Од 1800. г. становници округа су протестовали због незаступљености у Конгресу. Да би се ово исправило понуђени су бројни предлози да се Мериленду и Вирџинији врати одузета територија на којој је настао округ. Међутим, таква настојања нису успела да стекну довољно подршке све до тридесетих година 19. века, када је јужни округ Александрије економски ослабио услед небриге Конгреса. Александрија је била важна пијаца у америчкој трговини робљем, кружиле су гласине да аболиционисти у Конгресу покушавају да укину ропство у округу, а таква акција би додатно ослабила економију Александрије. Незадовољни влашћу Конгреса над Александријом, њени становници су 1840. почели да потписују петицију за повраћај јужне територије округа Вирџинији. Конгрес је 9. јула 1846. одобрио повратак целокупне територије округа јужно од реке Потомак држави Вирџинија. Нагодба из 1850. је потврдила страхове становника Александрије јер је њиме забрањена трговина робљем у округу, мада само ропство није укинуто.
Избијање Америчког грађанског рата 1861. је допринело значајном расту становништва округа због експанзије савезне владе и великог прираста ослобођених робова. Председник Абрахам Линколн је потписао Закон о компензованој еманципацији 1862, којом је окончано ропство у округу Колумбија и ослобођено око 31.000 робова, девет месеци пре Прогласа о еманципацији. Конгрес је 1868. гарантовао правом афроамеричким мушким становницима округа да гласају на општинским изборима.

### Раст и развој
До 1870. популација округа је порасла за 75% од прошлог пописа на скоро 132.000 становника. Упркос расту становништва, Вашигтон је још увек имао прашњаве путеве и недостајао му је основни санитарни систем. Неки чланови Конгреса су предлагали премештање главног града негде даље на запад, али је председник Јулисиз Симпсон Грант одбио да размотри такав предлог.
Конгрес је усвојио Органски закон из 1871., који је одбацио појединачне повеље градова Вашингтон и Џорџтаун и успоставио нову територијалну владу за цео округ Колумбија. Председник Грант је 1873. именовао Александра Робија Шепарда на место гувернера. Шепард је одобрио велике радове који су знатно модернизовали Вашингтон, али су довели владу округа до банкротства. Конгрес је 1874. замени територијалну владу са именованим трочланим Одбором комесара.
Први моторизовани трамваји у Вашингтону су почели са радом 1888. и допринели развоју области у округу изван првобитних граница Вашингтона. Урбанистички план Вашингтона је проширен на округ у следећим деценијама. Џорџтаун је званично припојем Вашингтону 1895. Међутим, град је имао лоше услове за становање и усиљене јавне радове. Вашингтон је био први град у САД који је спровео пројекте обнове града као део покрета Лепи град почетком 20. века.
Повећане савезне инвестиције које су биле резултат Њу дила током 1930. су довеле до изградње нових владиних зграда, споменика и музеја у Вашингтону. Други светски рат је још више појачао владине активности, повећавши број владиних службеника у граду; до 1950. популација округа је нарасла до 802.178 становника, што је историјски врхунац.

### Покрет за грађанска права и самоуправа
Двадесеттрећи амандман на Устав САД је усвојен 1961. што је дало округу три гласа у Колегијуму изборника за избор председника и потпредседника САД, али без права да бирају заступнике у Конгрес.
После убиства Мартина Лутера Кинга у Вашингтону су избили немири, углавном у U, 14, 7. и H улицама, насељене претежно црнцима. Немири су трајали три дана пре него што је више од 13.6000 војника зауставило насиље. Запаљене су многе продавнице и друге зграде; обнова ових објеката није била завршена све до краја 20. века.
Конгрес је 1973. усвојио Закон о самоуправи округа Колумбија, омогућивши граду да изабере градоначелника и 13-члано веће округа. Волтер Вошингтон је постао први изабрани и први црни градоначелник Округа.
Терористи су 11. септембра 2001. отели Америкен ерлајнс лет 77 и намерно га срушили на зграду Пентагона у оближњем Арлигтону. Јунајтед ерлајнс лет 93, за који се верује да му је циљ био Вашингтон, се срушио у Пенсилванији када су путници покушали да поврате од отмичара контролу над авионом.

## Географија
Површина Вашингтона је 177 km², од чега је 159 km² копна и 18 km² (10,16%) водених површина. Некад је имао површину 260 km² али због процеса враћања земљишта јужни део Вашингтона је 1846. враћен Комонвелту Вирџиније. Тренутно се састоји само од територије коју му је уступио Мериленд. Вашингтон је стога окружен Мерилендом на југоистоку, североистоку и северозападу, те Вирџинијом на југозападу. Округом теку три реке: Потомак са притокама Анакостијом и Рок Криком. Тибер, водоток који је пролазио кроз парк Нешнл Мол, је у потпуности окружен подземним током још од 1870-их.
Насупрот урбаној легенди, Вашингтон није изграђен на искрченом земљишту на чијем месту је некад била мочвара. Док влажна подручја покривају области дуж двају река и природних потока, већина територије округа се састоји од пољопривредног земљишта и брда. Највиша природна тачка у Вашингтону је Поинт Рино (125 m надморске висине), која се налази у парку Форт Рино у предграђу Тенлитаун. Најнижа тачка је река Потомак која се налази на нивоу мора. Географски центар Вашингтона се налази на углу 4. улице и L Streets NW.
Око 19,4% Вашингтона су травњаци. Проценат паркова у округу доприноси покривености стабла балдахином 35%, 2010. године. Амерички национални сервис за паркове управља већином природних станишта у Вашингтону укључујући Рок Крик, Чесапик и Охајо Канал Национални Историјски Парк, Нешнл Мол, острво Теодор Рузвелт, Конститјушн Гарденс, Меридиан Хил Парк и Анакостију Парк. Једино значајно природно станиште којим не управља Амерички национални сервис за паркове је Амерички Национални ботанички врт, којим управља Америчко одељење за агрикултуру. Водопади реке Потомак се налазе узводно (северозападно) од Вашингтона. Током 19. века, Чесапик и Охајо Канал – који почиње у Џорџтауну, је коришћен за заобилажење водопада.

### Клима
Вашингтон се налази у подручју влажне суптропске климе (Кепенова класификација климата) – заступљена су сва четири годишња доба. Тај тип климе је специфичан за Средњи Атлантик. Округ се налази у биљној зони издржљивости 8а близу центра града, а зона 7б у другим местима у граду, што указује на умерену климу. Пролећа и јесени су топле, док су зиме хладне са просеком од 37 cm снега. Просечна зимска температура (од средине децембра до средине фебруара) је 3,3 °C. Мећава погађа Вашингтон просечно једном сваких четири до шест година. Најнасилније олује се називају североисточњаци чије су одлике јаки ветрови, обилне кише и повремени снег. Североисточњаци обично погађају исток САД–а.
Лета су топла и влажна са дневним просеком у јулу од 26,2 °C и просечном дневном влажношћу 66%, што може да доведе до средње до умерено личне нелагодности. Комбинација топлоте и влаге по лети доноси честе пљускове праћене грмљавином, од којих понекад настају торнада. Док се урагани (или њихови остаци) повремено крећу кроз област крајем лета и почетком јесени, они су често ослабљен док не стигну до Вашингтона, делом и због унутрашње локације града. Поплава реке Потомак је, међутим, изазвана комбинацијом високе плиме, таласа и олује проузроковала знатна оштећења имовине у Џорџтауну.
Највиша температура икад измерена у Вашингтону је била 20. јула 1930. и 6. август 1918. и износила је 41 °C, док је најнижа температура измерена током Велике мећаве 1889. године, 11. фебруара 1889. и износила је −26 °C. 37 дана годишње је је топлије од 32,2 °C, а 69 ноћи је хладније од тачке смрзавања.
| Клима Вашингтона            | Клима Вашингтона | Клима Вашингтона | Клима Вашингтона | Клима Вашингтона | Клима Вашингтона | Клима Вашингтона | Клима Вашингтона | Клима Вашингтона | Клима Вашингтона | Клима Вашингтона | Клима Вашингтона | Клима Вашингтона | Клима Вашингтона |
| Показатељ \ Месец           | .Јан.            | .Феб.            | .Мар.            | .Апр.            | .Мај.            | .Јун.            | .Јул.            | .Авг.            | .Сеп.            | .Окт.            | .Нов.            | .Дец.            | .Год.            |
| --------------------------- | ---------------- | ---------------- | ---------------- | ---------------- | ---------------- | ---------------- | ---------------- | ---------------- | ---------------- | ---------------- | ---------------- | ---------------- | ---------------- |
| Апсолутни максимум, °C (°F) | 26 (79)          | 29 (84)          | 34 (93)          | 35 (95)          | 37 (99)          | 40 (104)         | 41 (106)         | 41 (106)         | 40 (104)         | 36 (97)          | 30 (86)          | 26 (79)          | 41 (106)         |
| Средњи максимум, °C (°F)    | 5,8 (42,4)       | 8,1 (46,6)       | 13,2 (55,8)      | 19,1 (66,4)      | 24,1 (75,4)      | 28,8 (83,8)      | 31,3 (88,3)      | 30,2 (86,4)      | 26,3 (79,3)      | 10 (50)          | 14,1 (57,4)      | 8,3 (46,9)       | 19,1 (66,4)      |
| Просек, °C (°F)             | 2,3 (36,1)       | 3,9 (39)         | 8,3 (46,9)       | 13,8 (56,8)      | 18,9 (66)        | 24,1 (75,4)      | 26,6 (79,9)      | 25,7 (78,3)      | 21,7 (71,1)      | 15,3 (59,5)      | 9,8 (49,6)       | 4,3 (39,7)       | 14,6 (58,3)      |
| Средњи минимум, °C (°F)     | −2,6 (27,3)      | −1,3 (29,7)      | 2,9 (37,2)       | 7,7 (45,9)       | 13,2 (55,8)      | 18,3 (64,9)      | 21,2 (70,2)      | 20,3 (68,5)      | 16,6 (61,9)      | 9,8 (49,6)       | 4,4 (39,9)       | 0 (32)           | 9,2 (48,6)       |
| Апсолутни минимум, °C (°F)  | −26 (−15)        | −26 (−15)        | −16 (3)          | −9 (16)          | 1 (34)           | 6 (43)           | 11 (52)          | 9 (48)           | 2 (36)           | −3 (27)          | −12 (10)         | −25 (−13)        | −26 (−15)        |
| Количина падавина, mm (in)  | 81,5 (32,09)     | 66,8 (26,3)      | 91,4 (35,98)     | 70,4 (27,72)     | 97 (38,2)        | 79,5 (31,3)      | 93 (36,6)        | 87,4 (34,41)     | 96,3 (37,91)     | 81,8 (32,2)      | 77 (30,3)        | 77,5 (30,51)     | 999,5 (393,5)    |
| Извор:                      |                  |                  |                  |                  |                  |                  |                  |                  |                  |                  |                  |                  |                  |

## Становништво
Према попису становништва из 2010. у граду је живело 601.723 становника, што је 29.664 (5,2%) становника више него 2000. године.. Ово наставља тренд раста популације овог града јер је према попису из 2000. град имао 572.059 становника.
|                   | 2020.            | 2010.            | 2000.            |
| Укупно            | 689 545 (100,0%) | 601 723 (100,0%) | 572 059 (100,0%) |
| Афроамериканци    | 285 810 (41,45%) | 305 125 (50,71%) | 343 312 (60,01%) |
| Белци             | 273 194 (39,62%) | 209 464 (34,81%) | 159 178 (27,83%) |
| Хиспаноамериканци | 77 652 (11,26%)  | 54 749 (9,099%)  | 44 953 (7,858%)  |
| Азијати           | 33 545 (4,865%)  | 21 056 (3,499%)  | 15 189 (2,655%)  |
| Остали            | 19 344 (2,805%)  | 11 329 (1,883%)  | 9 427 (1,648%)   |

Током радне недеље становништво Вашингтон прелази и милион захваљујући многим људима редовно путују на посао из предграђа у град. Метрополитско подручје Вашингтона, које обухвата околне округе у Мериленду и Вирџинији, је девето по величини у САД са популацијом већом од 5 милиона становника. Ако се узму у обзир Балтимор и његова предграђа, онда Балтиморско–Вашингтонско метрополитско подручје броји преко осам милиона становника, па је тако четврто по величини у САД.
Расни састав Вашингтона је био 55,6% црнаца или Афроамериканаца, 36,3% белаца, 3,1% азијата, 0,2% Индијанаца, 4,8% других раса, и 1,6% из једне или више раса. Хиспанци су чинили 8,3% популације. Такође је било 74.000 имиграната 2007. у Вашингтону. Највише емиграната је из Салвадора, Вијетнама и Етиопије.
Јединствен међу градовима са високим процентом афроамериканаца, Вашингтон је имао значајну црну популацију од стварања града. Ово је делимично резултат ослобођења робова на северном делу Јужног САД након Америчког грађанског рата. Прије овог рата популација црнаца у овом региону је досезала тек 1% тадашње популације, док су 1810, после рата, црнци 10% популације. Између 1880. и 1940. црнци су чинили 30% становништва Вашингтона.
Црна популација Вашингтона досегла је врхунац 1970. када је чинила 70% популације. Од тада, међутим, та популација опада јер се црнци селе у околна насеља. Неки старији становници су се вратили на југ због породичних веза и нижих трошкова становања. У исто време, бела популација у граду се стално повећава, делом и због ефеката гентрификације у многим црначким предграђима. То је очигледно јер од 2000. забиљежено је падање црне популације за 7,3% и пораст беле популације од 17,8%. Међутим, неки црнци, посебно они са вишим степеном образованости и млади стручњаци, се селе са Средњег запада и из северних држава у Вашингтон. Вашингтон је топ дестинацијама за такве црнце због повећане могућности за запошљавање.
Према попису становништва из 2000. године 30.000 одраслих становника Вашингтона се изјашњавају као гејеви, лезбијке или бисексуалци, што је 8,1% популације града. С обзиром на значајан број ЛГБТ особа, истополни бракови су постали легални од стране градоначелника Вашингтона који је донио тај закон. Овај град је почео издавање лиценци за брак истополних парова у марту 2010.
Извештај из 2007. утврдио је да је око једне трећине становништва Вашингтона неписмено. Ово се приписује делом имигрантима који не знају енглеском. Студија из 2005. показује да 85,16% становништва Вашингтона старости од пет или више година и говоре енглески само код куће и 8,78% говоре шпански језик. Француски је трећи говорни језик и говори га 1,35% популације Вашингтона. За разлику од високе стопе неписмености скоро 46% становништва има завршен колеџ. Према подацима из 2000, више од половине становника Вашингтона су хришћани: 28% су римокатолици, 9,1% амерички баптисти, 6,8% јужни баптисти, 1,3% источни или оријентални православци, а 13% су припадници других хришћанских вероисповести. Становници који практикују ислам чине 10,6% становништва, следбеници јудаизма чине 4,5%, а 26,8% становника се придржавају других вера или не практикује религију.

## Криминал
Током таласа насилног криминала деведесетих, Вашингтон је био познат као престоница убистава Америке и често је био ривал Њу Орлеансу по убиствима за једну годину. Број убистава је досегао врхунац 1991. када је за једну годину убијено 479 особа, али је ниво насиља опао деведесетих. 2009 су убијене 143 особе у граду, што је најмањи број још од 1966. Све у свему насилни криминал је између 1995. и 2007. опао за 47%. Имовински криминал, укључујући крађе и пљачке е у истом периоду опао за 48%.
Као и у већини великих градова криминал је највећи у областима везаним за банде и нелегалне дроге. Насеља у северозападном Вашингтону имају мању стопу криминала, док се учесталост криминала повећава на истоку.

## Градски пејзаж
Вашингтон је „нови град“, односно плански грађен град. Нацрт за град Вашингтон је највећим делом дело Пјера Шарла Ланфана, архитекте, инжењера, и градског планера француског порекла, који је први пут пристигао у америчке колоније као војни инжењер за маркиза Лафајета током Америчког рата за независност. Џорџ Вашингтон је 1791. године задужио Ланфана да сачини план будућег главног града. Ланфанов план је био моделован у барокном стилу и укључивао је широке авеније које се зракасто протежу из правоугаоника и кругова, остављајући великодушног простора за отворене површине и пејзажно уређивање. Марта 1972, Вашингтон је отпустио Ланфана због његовог инсистирања на микроуправљању планирањем града, што је исходовало сукобима са три комесара које је Вашингтон поставио да надгледају изградњу града. Ендру Еликот, који је до тада радио са Ланфаном на прегледању града, је тада постављен да заврши планове. Иако је Еликот учинио измене у изворним плановима, укључујући и неке измене у мрежи улица, укупан дизајн града се и данас приписује Ланфану. Град Вашингтон омеђавају на северу улица која се данас зове Авенија Флорида, Рок крик на западу, и река Анакостија на истоку.
Како се приближавао почетак 20. века, Ланфанова визија главног града са отвореним парковима и монументалним националним споменицима постала је замућена неугледним насељима и насумично постављеним зградама, укључујући и железничку станицу на Националном молу. Конгрес је 1900. године оформио Заједничку комисију, коју је водио сенатор Џејмс Мекмилан, са задатком улепшавања церемонијалног језгра Вашингтона. План, који је постао познат као Мекмиланов план, је завршен 1901. Он је укључивао поновно пејзажно обликовање плаца Конгреса и Мола, изградњу нових савезних зграда и споменика, уклањање неугледних насеља, и успостављање новог градског система паркова. Архитекте које је запослила комисија су задржали изворни тлоцрт града, и њихов рад се сматра великим завршетком Ланфановог намераваног дизајна.
Након изградње дванаестоспратне стамбене зграде „Каиро“ 1899, Конгрес је усвојио Закон о висини зграда, који је прописао да ниједна зграда не може бити виша од Капитола. Закон је измењен 1910. тако да је висина зграда ограничена до ширине улице на коју излази плус 20 ft (6,1 m). Силуета Вашингтона је и данас ниска и широка, у складу са жељама Томаса Џеферсона да учини Вашингтон „америчким Паризом“ са „ниским и подесним“ зградама на „лаганим улицама пуним ваздуха“. У исходу, Вашингтонов споменик остаје највиша грађевина у Округу Колумбија. Међутим, висинско ограничење у Вашингтону је нападано као основни разлог зашто град има ограничену понуду приступачних станова и саобраћајне проблеме као резултат ексурбанизације. Како би избегле висинско ограничење округа, високе зграде надомак центра се често граде на другој обали реке Потомак у Рослину (Вирџинија).
Oкруг је подељен у четири квадранта неједнаке површине: северозападни (NW), североисточни (NE), југоисточни (SE) и југозападни (SW). Координатне осе које деле квадранте полазе из Капитола САД. Сва имена улица укључују и скраћеницу квадранта како би указали на положај. У највећем делу града, улице су постављене у правоугаоној мрежи, при чему су улице које се простиру правцем исток-запад именоване словима (на пример, C Street SW) а оне које се пружају правцем север-југ редним бројевима (на пример, 4th Street NW). Авеније које се зракасто пружају из кружних раскрсница су махом назване по савезним државама; овако је представљено свих 50 држава, као и Порторико и сам округ. Неке улице у Вашингтону су посебно познате, као на пример Пенсилванија авенија, која повезује Белу кућу са Капитолом САД, и K улица, у којој су канцеларије многих лобистичких група. У Вашингтону се налази 173 стране амбасаде, од којих се 57 налазе на делу Масачусетс авеније који је познат као „Ред амбасада“.

### Архитектура
Архитектура Вашингтона значајно варира. Од десет зграда на врху листе „Омиљена архитектура Америке“ Америчког института архитеката из 2007, шест се налазе у Округу Колумбија, укључујући: Белу кућу, Вашингтонску националну катедралу, Џеферсонов меморијал, Капитол САД, Линколнов меморијал и Меморијал вијетнамским ветеранима. Неокласични, џорџијански, неоготички и модерни архитектонски стилови су сви присутни на ових шест зграда и на многим другим истакнутим здањима у Вашингтону. Међу значајним изузецима су грађевине изграђене и стилу француског Другог царства попут Старе зграде извршне канцеларије и Конгресне библиотеке.
Ван центра Вашингтона, архитектонски стилови су још разноврснији. Историјске зграде грађене су пре свега у стиловима краљице Ане, француских двораца, ричардсоновском романескном, стилу џорџијанске обнове, боз-ар и мноштву викторијанских стилова. Куће у реду су посебно присутне и областима које су се развиле након Америчког грађанског рата и по правилу прате федералистичке и касне викторијанске дизајне. У делу града Џорџтауну, који је основан пре града Вашингтона, налази се најстарија архитектура округа. Стара камена кућа у Џорџтауну је изграђена 1765. и најстарија је постојећа зграда у граду. Већина садашњих кућа у овом крају, међутим, изграђена је тек 1870-их или касније и одржава касне викторијанске дизајне тог периода. Универзитет Џорџтаун, основан 1789, издваја се по својој локацији и представља мешавину романескне и архитектуре неоготике. Зграда Роналд Реган је највећа зграда у округу са укупном површином око 288.000 m².

## Привреда
Вашингтон има разноврсну економију у успону, са све већим уделом професионалних и радних места у области пословних услуга. Бруто државни производ округа је 2007. износио 93,8 милијарди америчких долара, по чему би био на 35. месту у поређењу са 50 америчких савезних држава. Савезна влада је 2008. учествовала са око 27% у укупном броју радних места у Вашингтону. Сматра се да ово изолује Вашингтон од природних економских криза, пошто савезна влада наставља са радом и током рецесија. Притом, према подацима из јануара 2007, запослени у савезној администрацији у области Вашингтона чинили су само 14% укупног броја запослених у савезној влади. Многе организације попут правних канцеларија, независних предузетника (како у области одбране тако и цивилних), непрофитних организација, лобистичких фирми, синдиката, привредних унија и организација и професионалних удружења имају своја седишта у или близу Вашингтона како би били близу савезне владе. Према подацима из новембра 2008, незапосленост у широј области Вашингтона износила је 4,4% и била је најнижа међу 49 највећих агломерација у САД. Сам Округ Колумбија имао је стопу незапослености од 7,4% у октобру 2008.
Вашингтон развија и привредне области које нису непосредно везане за владу, посебно у области образовања, финансија, јавне политике и научних истраживања. Универзитет Џорџ Вашингтон, Универзитет Џорџтаун, Вашингтонски болнички центар, Универзитет Хауард и Фани Меј су пет највећих послодаваца у граду невезаних за владу. У Вашингтону је седиште пет компанија на списку Форчун 1000, од којих су две и на списку Форчун 500.
Град је постао лидер у глобалним инвестицијама у некретнине, иза Лондона, Њујорка и Париза. Expansion Magazine је 2006. рангирао Вашингтон као једну од десет најбољих области у САД за развој пословања. Вашингтон има трећи по величини центар града у Сједињеним државама по комерцијалном канцеларијском простору, одмах иза Њујорка и Чикага. Упркос националној економској кризи из 2008, Вашингтон је био други на „Форбсовој“ листи најбољих дугорочних области за некретнине у САД.
Напори у џентрификацији пуштају корена у Вашингтону, посебно у областима округа Логан, Шоа, Колумбијских висова, те коридора уз U улицу и уз 14. улицу. Крајем 1990-их, развој је у неким крајевима ојачан изградњом зелене линије Метрорејла, вашингтонског метро система, који их је повезао са центром. Нови центар за куповину на Колумбијским висовима изграђен у марту 2008. постао је први већи малопродајни центар у округу у претходних 40 година. Као и у многим другим градовима, џентрификација оздрављује економију Вашингтона, али су њене користи неравномерно расподељене по граду и она не помаже непосредно сиромашнима. Становници Вашингтона су 2006. имали просечна годишња примања од 55,655 америчких долара, више од било које од 50 америчких савезних држава. Међутим, 19% становника су били испод линије сиромаштва 2005, више од било које државе осим Мисисипија, што истиче економске разлике међу становницима града.

## Влада
Члан један, одељак осам Устава Сједињених Америчких Држава даје Конгресу САД коначну власт над Вашингтоном. Округ Колумбија није имао изабрану градску власт све до доношења Закона о домаћој управи 1973. Овај закон је предао нека од конгресних овлашћења над округом локалној влади коју спроводе изабрани градоначелник, тренутно (2009) Адријан Фенти, и тринаесточлано Веће Округа Колумбија. Међутим, Конгрес задржава право да процењује и обара законе које донесе градско веће и да се уплиће у локалне послове. Сваки од осам градских округа (енгл. wards) бира по једног члана већа, док се пет чланова, укључујући и председавајућег, бирају на општим изборима. Мали крајевски окрузи бирају 37 Саветодавних крајевских комисија. Ове комисије традиционално поседују значајан утицај и градска власт по правилу пажљиво разматра њихове предлоге.
Градоначелник и веће усвајају локални буџет, који мора бити одобрен у Конгресу. Локални порези на доходак, промет и имовину доносе око 67% прихода којима се финансирају агенције и услуге градске владе. Као и 50 савезних држава, Округ Колумбија добија федералне грантове за програме помоћу као што је Медикер, што чини око 26% укупних прихода града. Конгрес такође издваја новац за владу округа како би помогао у покривању неких од трошкова града за одржавање безбедности; овог новца је 2007. године било 38 милиона долара, односно приближно 0,5% буџета округа. Савезна влада води систем судова округа, а све савезне агенције за спровођење закона, од којих је највидљивија Парковска полиција САД, имају јурисдикцију над градом и помажу у осигуравању безбедности. Све локалне кривичне оптужбе води Савезни тужилац Сједињених држава за Округ Колумбију. Савезне тужиоце САД именује председник, а финансира их Министарство правде САД. Свеукупно, савезна влада обезбеђује око 28% укупних прихода округа. У просеку, савезни фондови су 2007. чинили око 30% укупних прихода појединачних савезних држава.
Локална градска власт, посебно током градоначелника Мариона Барија, је критикована за лоше управљање и разбацивање. Бари је за градоначелника изабран 1978, и служио је три узастопна четворогодишња мандата. Међутим, након што је по осуди за лакше криминалне радње са дрогама провео шест месеци у затвору, Бари се није кандидовао за још један мандат. Шарон Прат Кели је 1991. постала прва црна жена која је водила велики град у САД. Бари је поново изабран 1994, и следеће године је град постао готово инсолвентан. Градоначелник Ентони Вилијамс је победио на изборима 1998. Његова администрација је надгледала период већег просперитета, градског препорода и буџетских суфицита. Од свог избора 2006, градоначелник Адријан Фенти се првенствено усредсредио на унапређивање образовања. Убрзо по преузимању функције, он је задобио одобрење од градског већа да непосредно управља и преобрази неквалитетни градски систем јавних школа.
Вашингтон обележава све савезне празнике САД. Округ такође слави и Дан укидања ропства 16. априла, који обележава дан када је председник САД Абрахам Линколн 1862. потписао Закон о ослобађању од ропства уз накнаду.

### Заступање на савезном нивоу и опорезивање
Грађани Округа Колумбија немају представника са правом гласа у Конгресу САД. Њих у Представничком дому представља делегат без права гласа, који може да учествује у раду одбора, учествује у расправи, и предлаже законе, али не може да гласа у Дому. Округ Колумбија нема представнике у Сенату САД. За разлику од територија САД као што су Порторико или Гвам, које такође имају делегате без права гласа, грађани Округа Колумбија подлежу свим савезним порезима САД. Током фискалне године 2007, грађани и пословни субјекти у округу су платили 20,4 милијарди америчких долара савезних пореза, што је више од пореза који су прикупљени у 19 савезних држава и представља највише савезне порезе по глави становника у САД.
Истраживање из 2005. показало је да 78% Американаца није знало да су становници Округа Колумбија слабије представљени у Конгресу од становника 50 савезних држава. Међу напорима да се подигне свест о овом питању биле су кампање локалних организација као и приказивање незваничног гесла града, „Опорезивање без права гласа“ на регистарским таблицама округа. Постоје индикације о подршци јавног мњења САД за гласачка права у округу; разна испитивања указују да између 61% и 82% Американаца верује да би Округ Колумбија требало да има делегате са правом гласа у Конгресу. Упркос подршци јавности, покушаји да се округу дају делегати са правом гласа, укључујући и Покрет за државност Округа Колумбија и предложени Амандман о правима гласа Округа Колумбија, били су неуспешни.
Противници гласачких права за Округ Колумбија кажу да делегати оснивачи САД нису сматрали да грађани округа треба да имају глас у Конгресу, пошто Устав САД јасно каже да представници морају бити из савезних држава. Противници давања статуса савезне државе Округу Колумбија тврде да би такав потез уништио појам засебног националног главног града и да би државност непоштено давала једном граду представнике у Сенату.

## Култура
Национални мол је велики, отворен парк у центру Вашингтона између Линколновог меморијала и Капитол. Због своје важности, парк је често локација политичких протеста, концерата, фестивала, као и председничких инаугурација. Споменик Вашингтону и Џеферсонов камен се налазе близу центра парка, јужно од Беле куће. Такође, у парку се налазе Споменик Другом светском рату на источном крају Одражавајућег базена Линколновог меморијала, Споменик ветеранима Корејског рата и Споменик вијетнамским ветеранима.
Јужно од парка дуж Плимског базена налази се Стаза трешања, редови трешања које је поклонио народ Јапана. Споменик Френклину Делано Рузвелту, Споменик Џорџу Мејсону, Џеферсонов споменик, Споменик Мартину Лутеру Кингу и Ратни споменик округа Колумбије се налазе око Плимског базена.
Национални архив чува хиљаде докумената важних за америчку историју, укључујући Декларацију независности, Устав Сједињених Америчких Држава, као и Повељу о правима. Смештена у три зграде на Капитол Хилу, Конгресна библиотека је највећа библиотека на свет са колекцијом од преко 147 милиона књига, рукописа, као и других материјала. Зграда Врховног Суда Сједињених Држава је завршена 1935, а пре тога суд је одржавао заседања у Старој дворани Сената у Капитолу.

## Партнерски градови
- Бангкок
- Дакар
- Пекинг
- Брисел
- Атина
- Преторија
- Сеул
- Акра
- Сандерланд
- Анкара
- Бразилија
- Адис Абеба